# Nick Youngquest

a Compétitions nationales et continentales officielles uniquement.

Nick Youngquest, né le 28 juillet 1983 à Sydney (Australie), est un joueur australien de rugby à XIII devenu mannequin.
Il a joué en National Rugby League pour les clubs australiens des Cronulla-Sutherland Sharks, St. George Illawarra Dragons, Penrith Panthers et des Canterbury Bulldogs, et en Super League pour les clubs britanniques du Gateshead Thunder, des Celtic Crusaders et des Castleford Tigers, principalement en tant que Ailier.
Nick Youngquest devient en 2013 l'égérie de Paco Rabanne pour le parfum Invictus.

## Carrière
Vers la fin de l'année 2007, Youngquest signe un contrat d'un an avec les Wests Tigers, son quatrième club en six ans, mais ne parvient pas à intégrer l'équipe de la NRL. Youngquest quitte les West Tigers à mi-chemin de la saison de 2008 et signe un contrat pour remplacer le précédent avec les Bulldogs. Cameron Phelps. Après six saisons sans être remarqué dans la NRL, il décide de jouer pour l'équipe française de rugby à XIII Salanque Méditerranée PIA XIII (aussi connue comme les Pia Donkeys ou les Burros) pendant la suite de la saison 2008 de la NRL.
En 2009, Youngquest participe au Championnat Anglais dans l'équipe Gateshead Thunder, et retient l'attention de Brian Noble, l'entraîneur des RL. Youngquest signe un contrat avec les Crusaders peu avant le début de la saison 2010 de la Super League. 2011 le voit participer à la Super League dans l'équipe des Castleford Tigers, où il a peut-être réalisé son meilleur jeu avec 40 apparitions et un score de 29 essais et 2 buts. Il marque son dernier essai au cours du dernier jeu de son équipe pour cette saison contre les Catalan Dragons.

## En dehors du rugby
En 2006, Youngquest pose nu pour le Naked Rugby League Calendar 2007-08, et soulève la controverse après une photo révélatrice - sur laquelle sa main n'est placée que partiellement devant ses organes génitaux. La NRL réagit en prenant ses distances par rapport au projet, mettant en avant le fait qu'elle n'approuve ni n'autorise ce calendrier. La vente de ce calendrier a permis de récolter des fonds pour la National Breast Cancer Foundation (Fondation Nationale du Cancer du Sein). Youngquest a aussi travaillé comme mannequin professionnel. Il est employé par les agences Ford Models et DT Model Management, et a tourné dans des campagnes publicitaires du parfumeur Paco Rabanne,.
Pendant qu'il était joueur professionnel de rugby, Nick a s'est mis en avant par son engagement dans diverses organisations caritatives et sa présence sur la couverture de nombreux magazines à travers le monde. En 2008, Nick a été découvert par David Todd et est depuis exclusivement représenté par DT Model Management aux États-Unis.
Fin 2012, Youngquest choisit de s'éloigner du monde du rugby pour accepter des propositions dans le mannequinat, apparaissant dans une campagne pour Abercrombie & Fitch tournée par Bruce Weber. Il réside actuellement à New York City. En 2013, il devint le visage de la nouvelle eau de toilette pour homme INVICTUS de Paco Rabanne.